# Muhammad Alí Paša
Muhammad Alí (4. března 1769 Kavala – 2. srpna 1849 Káhira) byl egyptský místokrál, vojevůdce, ale také diktátor.

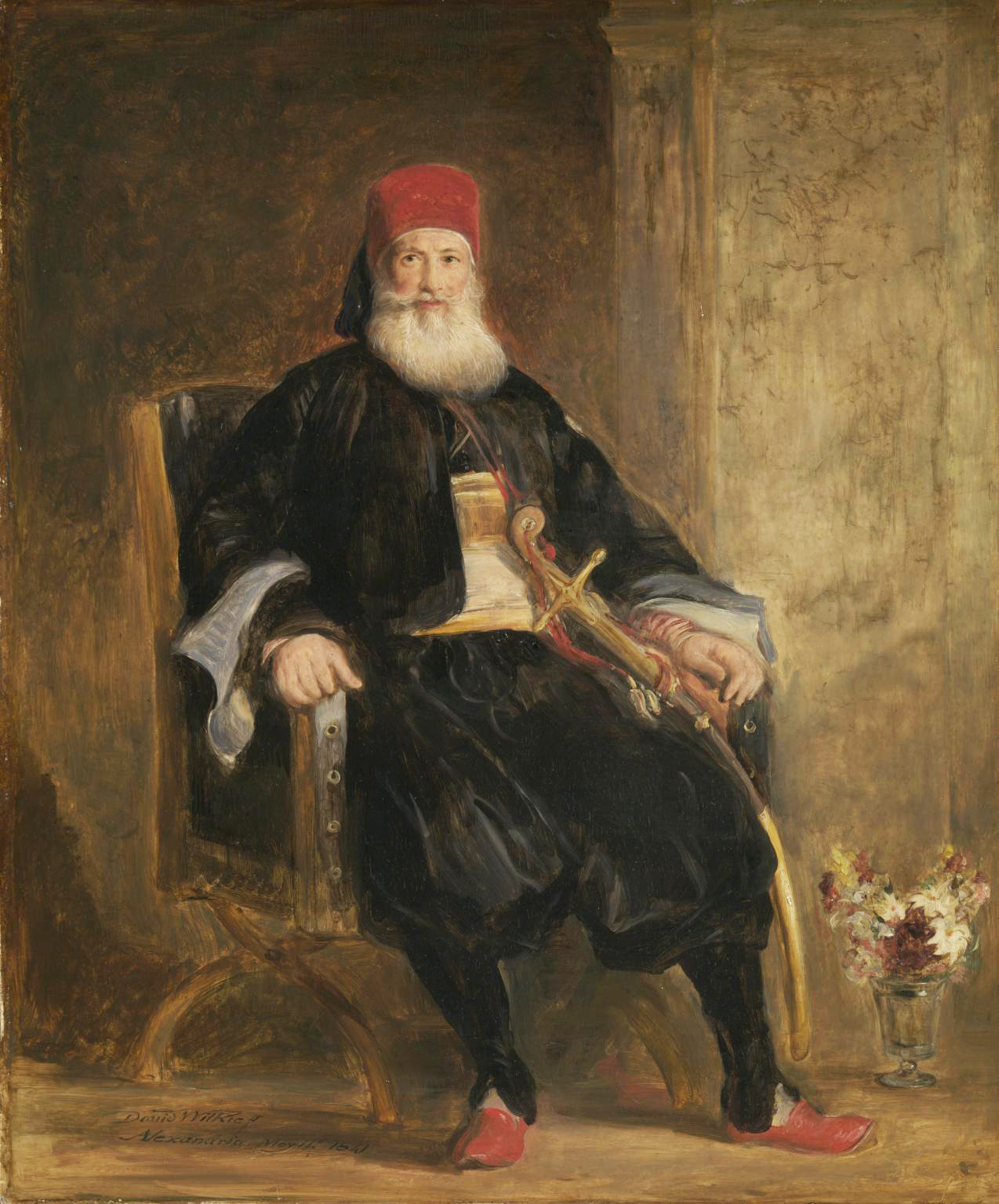
Muhammad Alí na obraze od Davida Wilkieho

Muhammad Alí se narodil pravděpodobně v řecké Makedonii a po smrti rodičů se ho ujal místodržící provincie, který zabezpečil jeho výchovu, počátek vojenské kariéry a oženil ho se svou neteří. Díky svému ochránci měl Muhammad zajištěn postup ve funkcích a roku 1798 byl jmenován velitelem tureckého vojska v Egyptě. Po Napoleonově odplutí ovládl s pomocí armády do roku 1801 postupně celou zemi.
Za tento úspěch ho sultán jmenoval v roce 1805 místokrálem Egypta s titulem paši. Muhammad Alí dokázal ve velmi krátké době zkonsolidovat zemi a pacifikovat útočné beduínské kmeny. Rázně potlačil britské pokusy o vměšování do egyptské vnitřní politiky a v roce 1811 plně stabilizoval situaci vyvražděním tehdejší vojenské a politické elity – mamlúků. V té době se však již stal faktickým vládcem země, neboť osmanská říše neměla prostředky na dobytí Egypta.
Od roku 1819 prováděl samostatnou zahraniční politiku, jejíž součástí se stala úspěšná expanze na Arabský poloostrov, do Súdánu a do východního Středomoří. V roce 1827 poskytl sultánovi vojenskou pomoc, která měla udusit řecké povstání, ale spojené turecké a egyptské loďstvo bylo zničeno evropskými velmocemi v bitvě u Navarina. Egyptský vládce proto požadoval po sultánovi kompenzaci škody, a když se jí nedočkal, zahájil proti němu v roce 1831 válku, kterou zastavily až evropské mocnosti, jež donutily Muhammada Alího spokojit se se ziskem Sýrie.

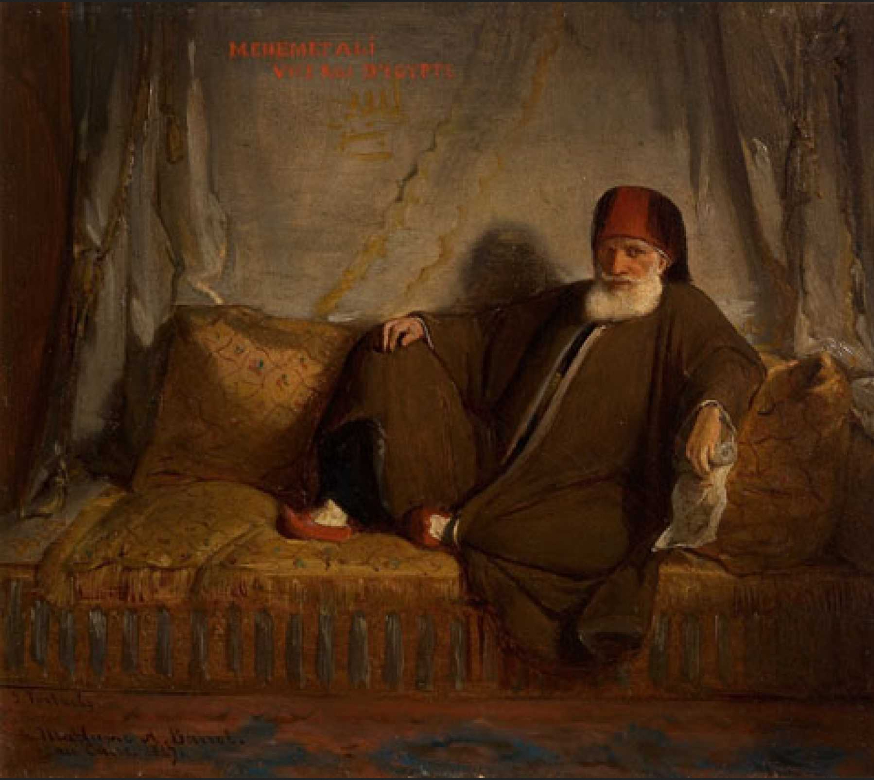
Muhammad Alí

K definitivní úpravě poměrů došlo až v roce 1841, kdy egyptský vládce obdržel titul místokrále dědičně, vrátil sultánovi Sýrii a místo toho obdržel vládu nad Tunisem. Jeho říše, formálně stále podléhající osmanské říši, byla organizována podle tureckého vzoru, základem Muhammadovy moci však zůstala armáda, doplňovaná násilnými odvody. Kvůli odvodům a neúměrným daním sice často docházelo k povstáním podrobeného obyvatelstva, Muhammadovi vojáci však dokázali všechny rebelie velmi rychle potlačit a bez větších problémů tak udržovali stabilitu panství.
V roce 1848 se egyptský místokrál vzdal trůnu ve prospěch svého syna Ibráhíma a tím založil novou dynastii, vládnoucí Egyptu (pod formální osmanskou a méně formální britskou správou) až do roku 1952.